# ATP Challenger Khorat
Das ATP Challenger Khorat (offiziell: SAT Korat Open) war ein Tennisturnier, das 2009 in Khorat stattfand. Es gehörte zur ATP Challenger Tour und wurde im Freien auf Hartplatz gespielt.

## Liste der Sieger

### Einzel
| Jahr | Sieger       | Finalgegner | Ergebnis |
| ---- | ------------ | ----------- | -------- |
| 2009 | Andreas Beck | Filip Prpic | 7:5, 6:3 |

### Doppel
| Jahr | Sieger                             | Finalgegner                           | Ergebnis          |
| ---- | ---------------------------------- | ------------------------------------- | ----------------- |
| 2009 | Rohan Bopanna Aisam-ul-Haq Qureshi | Sanchai Ratiwatana Sonchat Ratiwatana | 6:3, 6:75, [10:5] |